# Ceratocampinae
Los ceratocampinos (Ceratocampinae) son una subfamilia de lepidópteros ditrisios de la familia Saturniidae.

## Géneros

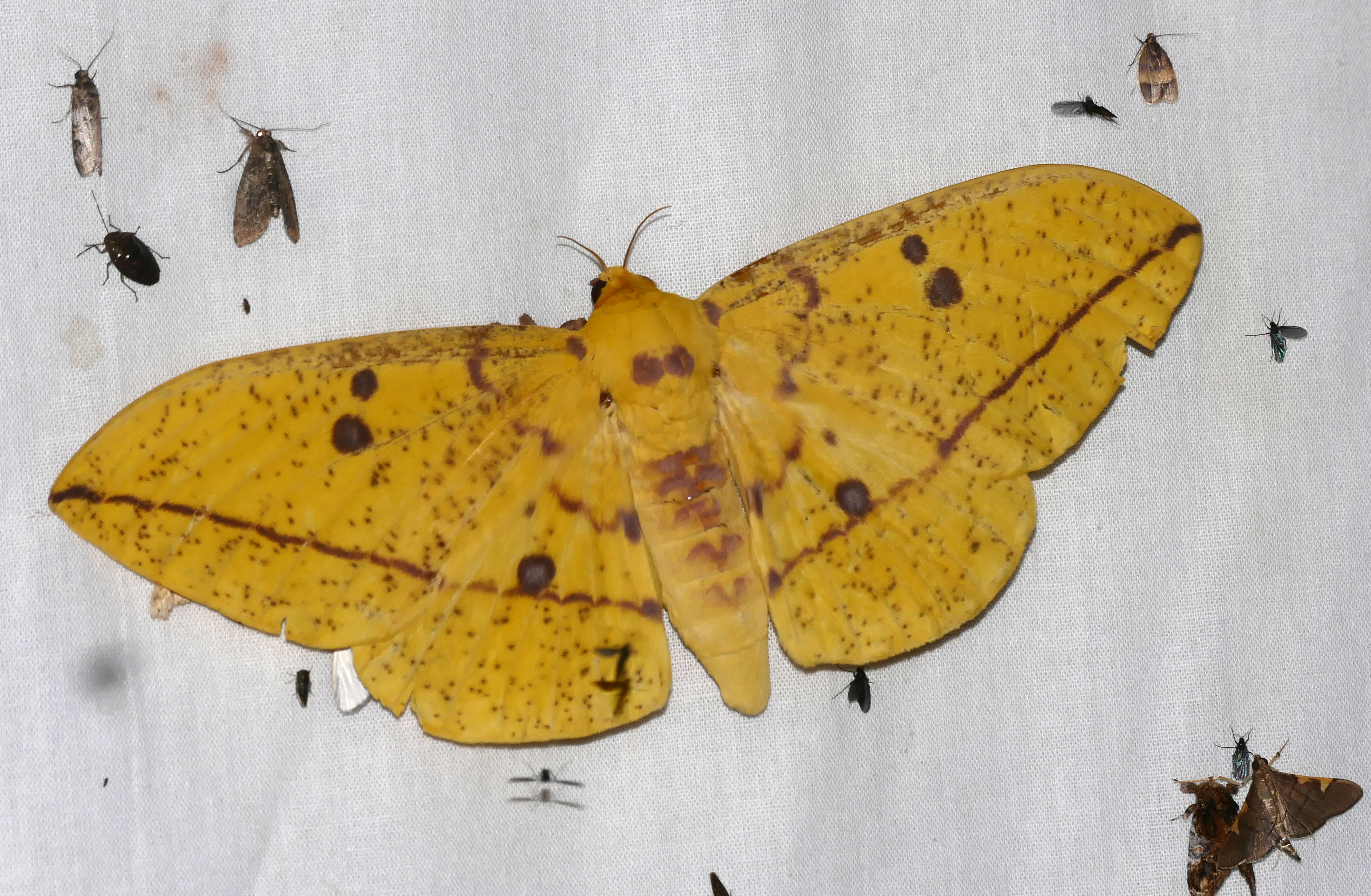
Eacles imperialis cacicus, hembra, Guayana Francesa

- Adeloneivaia - Adelowalkeria - Almeidella - Anisota - Arpiella - Basilona - Bathyphlebia - Bouvierina - Ceratesa - Ceropoda - Ciattia - Cicia - Citheronia - Citheronioides - Citheronula - Citioica - Crenudia - Dacunju - Dryocampa - Eacles - Eruca - Gabi - Giacomellia - Kanzia - Lepidoiticicia - Megaceresa - Neorcarnegia - Oiticella - Oiticicia - Othorene - Procitheronia - Psephopaectes - Psigida - Psilopygida - Psilopygoides - Ptiloscola - Rachesa - Schausiella - Scolesa - Sphingicampa - Syssphinx